# Moulin-Kame
Ein Moulin-Kame (oder Moulinkame, Mühlen-Kame, in Bayern auch Tumulus genannt, englisch moulin kame, französisch kame de moulin) ist ein annähernd kegelförmiger Hügel, der im Toteis der letzten Kaltzeit (oder Eiszeit) dadurch entstanden ist, dass Moränenschutt durch Schmelzwasser lokal zusammengespült wurde, insbesondere in einer Gletschermühle. Der Hügel ist zum Vorschein gekommen, als das Toteis endgültig abgeschmolzen war.

## Beschreibung
Hermann Jerz nennt in seinem Buch das Gebilde zunächst „Tumulus“ und schreibt, insbesondere auf Seite 26, dass die Tumuli „vermutlich dadurch entstanden [sind], dass Material aus Spaltenfüllungen und von der Gletscheroberfläche beim Abschmelzen des Eises von den Schmelzwässern zu kegelförmigen sandig-kiesigen Sedimentkörpern zusammengespült wurden (‚Moulin-Kames‘)“.
Andere Autoren wie Rolf K. Meyer mit Hermann Schmidt-Kaler, Michael Streifinger und Roland Kunz schreiben die Entstehung konkreter dem Zusammenspülen von Gesteinsschutt in einer Gletschermühle (englisch: moulin) zu. Ernst Brunottes Lexikon der Geographie sagt (in Band 2) unter „Kames“: „Ablagerungen an der Gletschersohle, die unter Gletschermühlen entstanden sind, bezeichnet man als Moulinkames.“
Karl N. Thome nennt in seinem Buch über das Quartär im Kapitel 9.8 „Schema glazigener Formen und Sedimente“ (S. 140) unter „indirekt durch Schmelzwasser entstanden oder beeinflusst“ u. a. „Mühlen-Kame unter ehemaliger Gletschermühle in Eisrandnähe.“
Michael Hambrey schreibt „... moulin kames are associated with debris at the bottom of moulins and are mounds several metres high or more“ (S. 160 seines Buches und ähnlich S. 227).
In TERMIUM Plus, der zweisprachigen Terminologie-Datenbank der Regierung von Kanada, wird moulin kame / kame de moulin sinngemäß in gleicher Weise definiert: „A conical hill of glaciofluvial material formed in a large circular hole (moulin) in glacier ice / monticule conique formé là où les eaux de fonte ont transporté des débris dans un trou (moulin) à la surface de la glace“.
Auf der offiziellen Web-Site des Bonheur River Kame Provincial Park in der kanadischen Provinz Ontario wird das Phänomen ähnlich erklärt: „A moulin kame is a cone-shaped hill of gravel [Kies] and small rounded boulders deposited by glacial meltwaters falling through a circular hole in the ice.“
Ähnlich formuliert in ihrem Dictionary Susan Mayhew im Eintrag "moulin (glacier mill)": „A rounded, often vertical hole within stagnating glacier ice. Meltwater, heavily charged with debris, swirls into the hole. ‘Moulins are ephemeral features in such an environment’ (James (2003) Geomorph. 55, 1–4). Some of this debris settles out at the base of the moulin, forming a moulin kame after the ice retreats.“
In den meisten Beschreibungen wird versäumt, darauf hinzuweisen, dass das Phänomen nur im Toteis entstehen kann.

## Beispiele von Moulin-Kames oder „Tumuli“

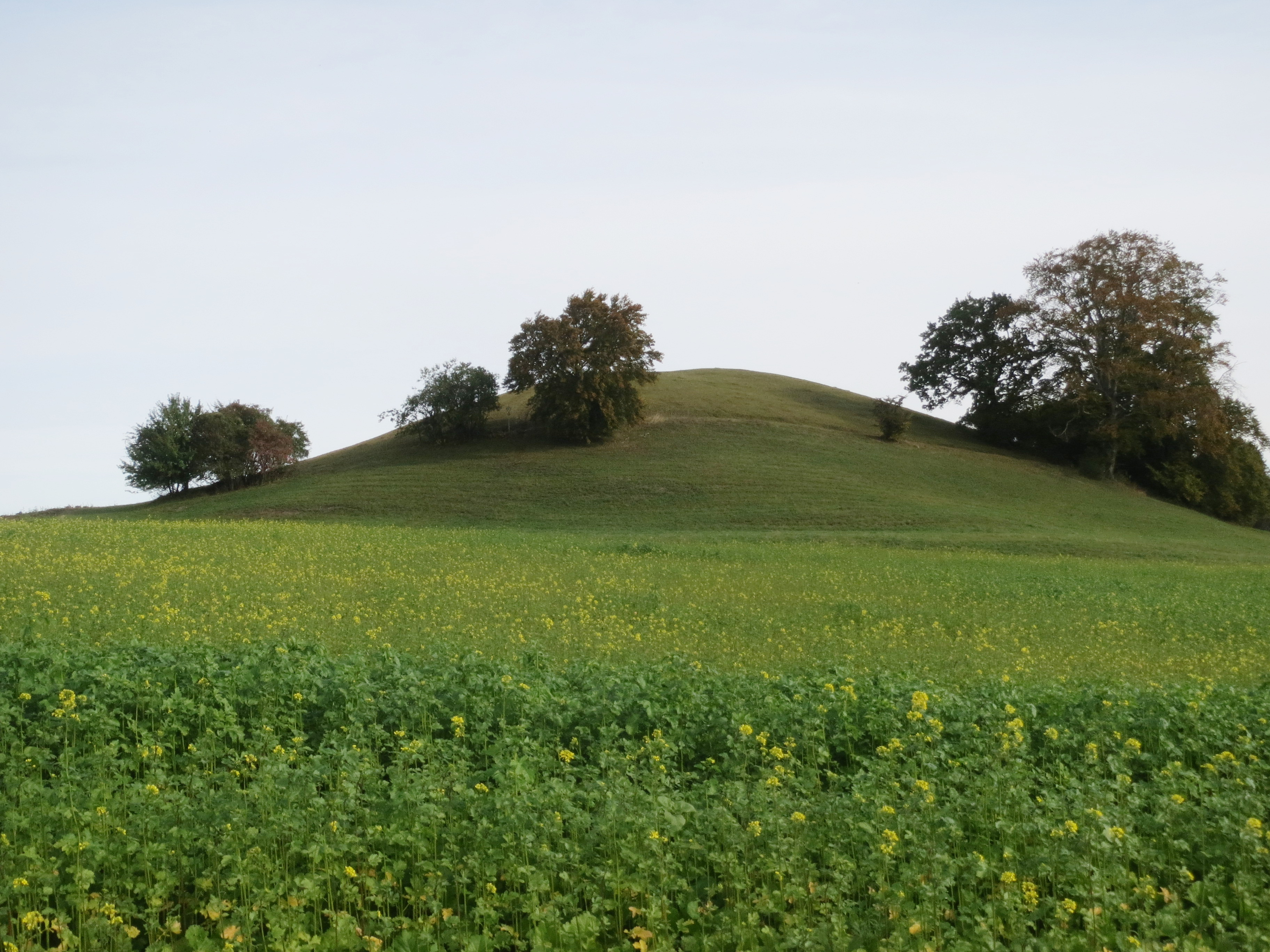
Der Bäckerbichl bei Andechs-Erling

- Im bayerischen Alpenvorland ist ein schönes Beispiel der Bäckerbichl[9] bei Andechs-Erling. Er ist etwa 25 m hoch und steht als Naturdenkmal unter Schutz. Weitere „Tumuli“ finden sich am Hirschberg bei Pähl („ideal geformt“)[10] und in Wallgau (20 m hoch)[11].

- In dem oben schon erwähnten Bonheur River Kame Provincial Park[Anm. 1], einer Nature Reserve (Naturschutzgebiet), gibt es einen „spektakulären“ Moulin-Kame mit 80 m Höhe[12]. Er steht unter so strengem Schutz, dass es keinen touristischen Zugang gibt und man ihn nur aus der Luft betrachten kann.

Andere Gebiete mit Moulin-Kames sind:
- In der kanadischen Provinz Québec der Parc national Kuururjuaq; dort gibt es südöstlich des Lac Tasiguluk einen Moulin-Kame mit etwa 20 m Höhe.[Anm. 2]
- Im US-Staat Wisconsin der Kettle Moraine State Forest mit dem Dundee Mountain, der etwa 75 m hoch sein soll.
- Die dänische Insel Langeland; dort werden diese Hügel hatbakker (Huthügel) genannt und sind bis zu 37 m hoch.[13]

## Abgrenzung
Der Moulin-Kame sollte nicht mit dem Drumlin verwechselt werden.

## Etymologie und Nomenklatur
Moulin ist französisch für „Mühle“ und wird im Französischen und Englischen auch für „Gletschermühle“ verwendet. Kame ist schottischen Ursprungs (mit der Bedeutung „Kamm“) und bezeichnet in der Geomorphologie einen unregelmäßig geformten Hügel, der durch Wasser schmelzender Gletscher abgelagert wurde. Somit kann man den Moulin-Kame als einen Kame verstehen, der durch seine Entstehung in einer Gletschermühle eine regelmäßige Form erhielt.

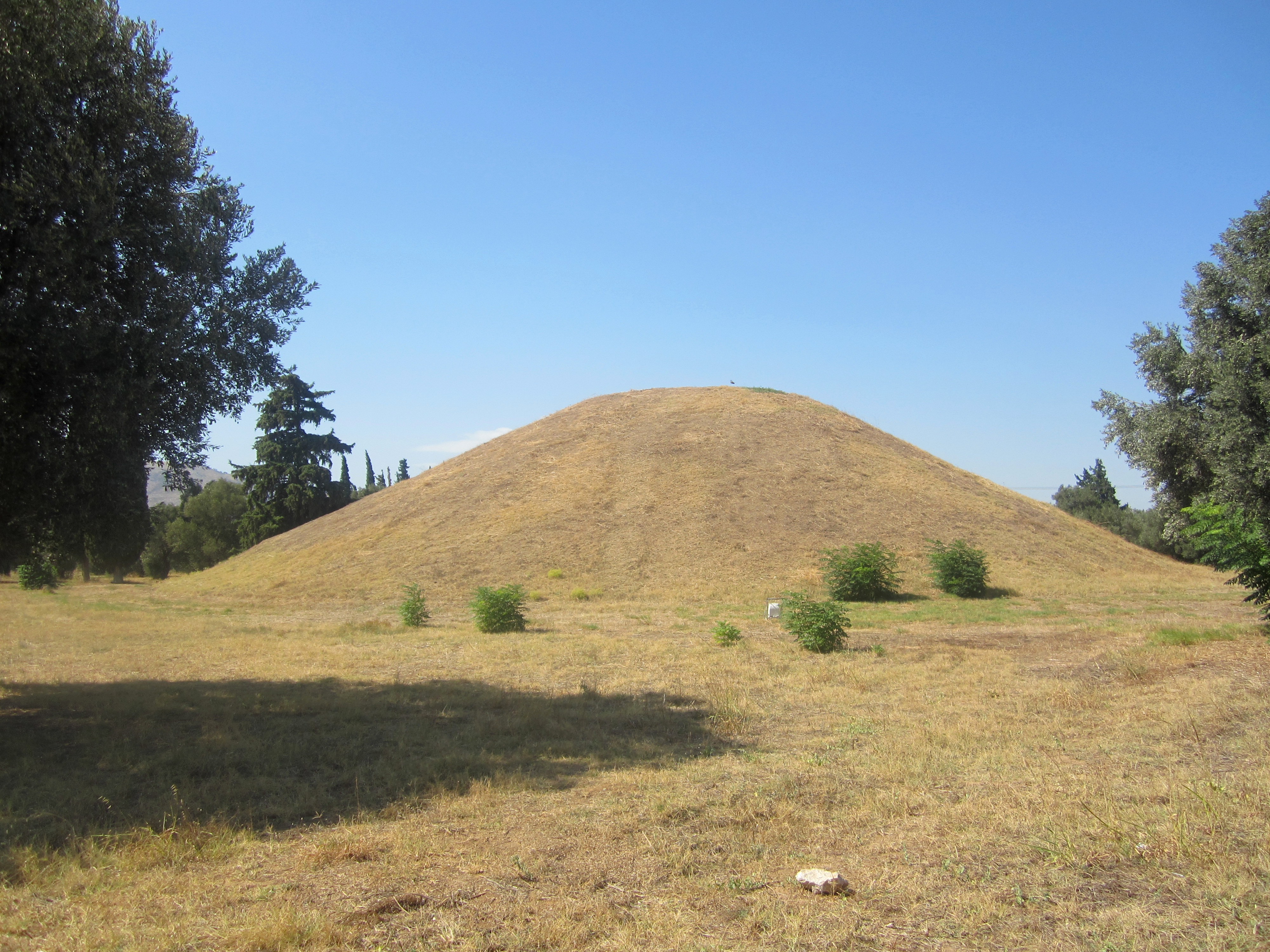
Tumulus der gefallenen Athener bei Marathon

Typische Moulin-Kames wie der erwähnte Bäckerbichl ähneln einem Hügelgrab oder Tumulus, wie demjenigen, der die sterblichen Überreste der Athener birgt, die in der Schlacht von Marathon (490 v. Chr.) fielen, oder dem Leeberg Großmugl in Niederösterreich, der aus der Hallstattzeit stammt. Deshalb wird ein Moulin-Kame in Bayern auch als „Tumulus“ bezeichnet. Aber diese Bezeichnung ist gerade wegen der großen Ähnlichkeit mit dem Hügelgrab missverständlich.

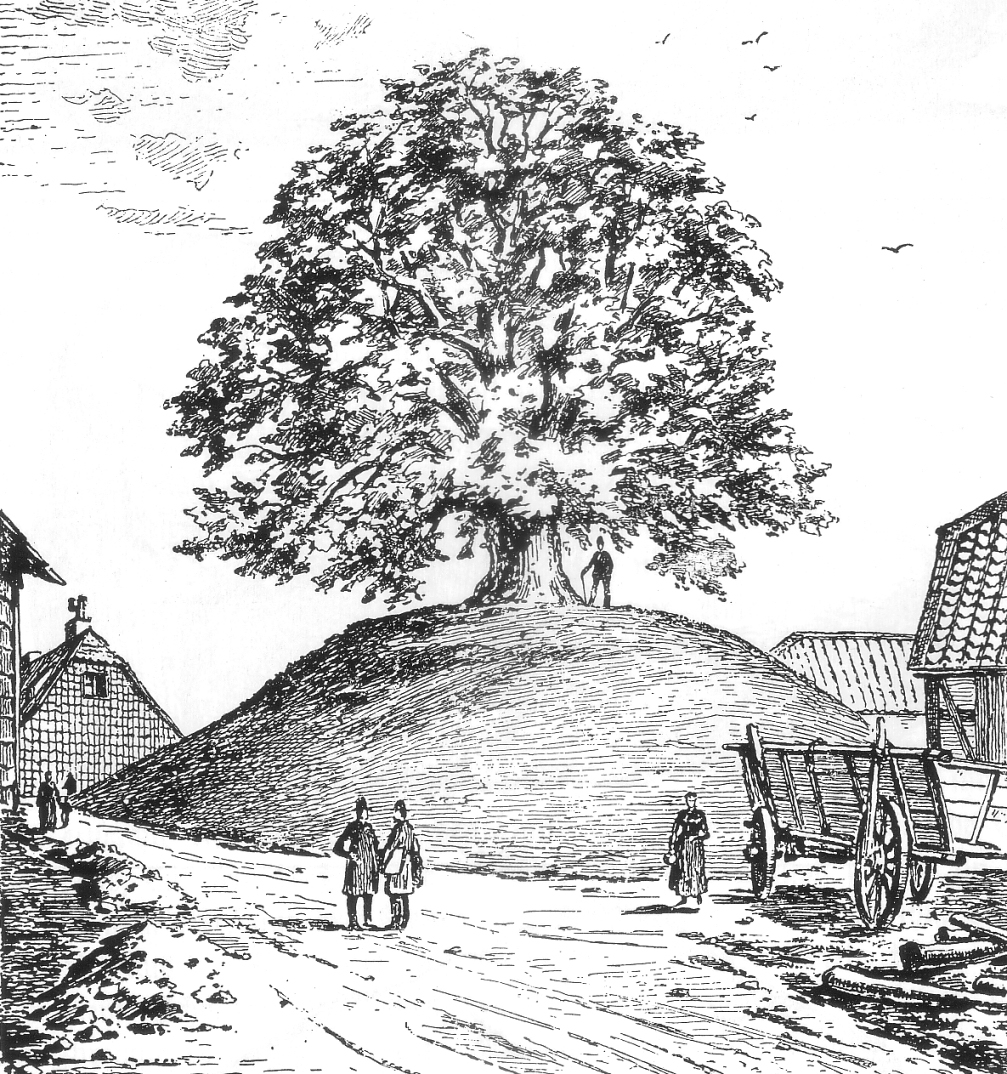
Tumulus von Evessen (Zeichnung von 1901)

Das Hügelgrab in Evessen (Niedersachsen) wird auch amtlich als Tumulus von Evessen bezeichnet. Und Nachschlagewerke kennen die Bezeichnung „Tumulus“ für Mühlen-Kames nicht, wie die folgenden Hinweise zeigen:
- In Adolf Watznauers Dictionary of Geosciences[14] (deutsch ⇆ englisch) kommt "Tumulus"  nur im englischen Teil vor, und als deutsche Ausdrücke dafür werden Quellkuppe, Lavadom angegeben. Diese Begriffe gehören in das Gebiet der Vulkanologie.
- Hans Murawski und Wilhelm Meyer verweisen in ihrem Wörterbuch[15] bei „Tumulus“ auf Schollenlava; unter „Schollenlava“ wird „Schollendom (=Tumulus)“ erwähnt. Auch das gehört in das Gebiet der Vulkanologie.
- In den Geologie-Wörterbüchern von Volker Schweizer[16] (deutsch ⇆ englisch) und Herbert Voßmerbäumer[17] (deutsch ⇆ französisch) kommt Tumulus nur im englischen bzw. französischen Wortschatz vor, und die Bedeutung liegt ebenfalls im Gebiet der Vulkanologie.
- Im "Lexikon der Geowissenschaften"[18] gibt es keinen "Tumulus".